# Iwan Schawow
Iwan Schawow, bulgarisch Иван Шавов, (* 17. September 1943 in Gorno Jabalkowo, Oblast Burgas) ist ein ehemaliger bulgarischer Ringer. Er war 1970 Europameister im freien Stil im Bantamgewicht.

## Werdegang
Iwan Schawow war Armeeangehöriger und startete für den zentralen Sportklub der bulgarischen Armee ZSKA Sofia. Begonnen hatte er seine Karriere allerdings beim Sportklub Weliko Tarnowo. Sein Trainer war sein Vater, Konstantin Schawow. Zu Beginn seiner Laufbahn startete Iwan Schawow in beiden Stilarten, griechisch-römischer Stil und freier Stil, ab 1968 aber nur mehr im freien Stil. Er startete dabei immer im Bantamgewicht, der Gewichtsklasse, die damals ihr Gewichtslimit bei 57 kg hatte.
Seinen Einstand bei einer internationalen Meisterschaft gab Iwan Schawow 1966 bei der Weltmeisterschaft in Toledo (Ohio) im freien Stil. Nach drei Siegen rang er dort gegen Fred Powell aus den Vereinigten Staaten unentschieden und unterlag gegen Hasan Sevinc aus der Türkei nach Punkten und verpasste damit mit dem 4. Platz knapp eine Medaille.
Im Jahre 1967 wurde Iwan Schawow bei der Europameisterschaft in Minsk im griechisch-römischen Stil eingesetzt. Nach zwei Siegen rang er in Minsk gegen den deutschen Ex-Weltmeister Fritz Stange unentschieden, verlor dann aber gegen Rustem Kasakow aus der UdSSR und Hartmut Puls aus der DDR und kam auf den 4. Platz. Weitere Starts im griechisch-römischen Stil absolvierte er danach nicht mehr.
1968 war er bei der Europameisterschaft in Skopje am Start. In den Vorrundenkämpfen siegte er dabei u. a. über die beiden deutschen Starter Karl Dodrimont aus der BRD und Horst Mayer aus der DDR. In der Endrunde rang er gegen Ali Alijew aus der UdSSR unentschieden und gewann über Zbigniew Żedzicki aus Polen nach Punkten. Da aber Alijew Zedzicki geschultert hatte, wurde dieser Europameister und Iwan Schawow Vize-Europameister. Bei den Olympischen Spielen dieses Jahres in Mexiko-Stadt gelangen Iwan Schawow zunächst vier Siege. In seinem fünften Kampf rang er gegen Hasan Sevinc aus der Türkei unentschieden und unterlag in seinem sechsten Kampf gegen Donald Behm aus den Vereinigten Staaten. Er belegte damit den 5. Platz.
Bei der Weltmeisterschaft 1969 im argentinischen Mar del Plata siegte Iwan Schawow nur über Paul Neff aus der BRD. Gegen Donald Behm rang er unentschieden und gegen den Japaner Tadamichi Tanaka verlor er. Mit diesen Ergebnissen kam er im Bantamgewicht auf den 6. Platz. 1970 gelang ihm dann ein großer Erfolg, denn er wurde in Berlin (Ost) Europameister im Bantamgewicht. Er besiegte dabei so starke Ringer wie László Klinga aus Ungarn, Zbigniew Żedzicki und Hasan Karaman aus der Türkei. Im Finale reichte ihm dann ein Unentschieden gegen den sowjetischen Sportler Pawel Maljan zum Titelgewinn. Trotz dieses Erfolges kam er bei der Weltmeisterschaft 1970 nicht zum Einsatz.
Sein nächster Start bei einer internationalen Meisterschaft war erst wieder 1972. Hier belegte er in Kattowitz im Bantamgewicht den 2. Platz. Im entscheidenden Kampf unterlag er dabei dem sowjetischen Sportler Iwan Kuleschow. Gegen diesen Kuleschow siegte er dann bei den Olympischen Spielen in München. Nachdem er drei weitere Kämpfe gewonnen hatte, unterlag er gegen Richard Sanders aus den Vereinigten Staaten und Hideaki Yanagida aus Japan jeweils nach Punkten und erreichte damit wie schon vor vier Jahren den 5. Platz.

## Internationale Erfolge
(OS = Olympische Spiele, WM = Weltmeisterschaft, EM = Europameisterschaft, GR = griechisch-römischer Stil, F = freier Stil, Ba = Bantamgewicht, damals bis 57 kg Körpergewicht)
- 1964, 4. Platz, Turnier in Tiflis, F, Ba, hinter Moscheikow, UdSSR, Chodabande, Iran u. Tokoursow, UdSSR;
- 1966, 4. Platz, WM in Toledo (Ohio), F, Ba, mit Siegen über Camille Godel, Schweiz, Tadeusz Bednarek, Polen u. Badsaryn Süchbaatar, Mongolei, einem Unentschieden gegen Fred Powell, USA u. einer Niederlage gegen Hasan Sevinc, Türkei;
- 1967, 4. Platz, EM in Minsk, GR, Ba, mit Siegen über Johnny Nielsen, Dänemark u. Marcel Fleury, Schweiz, einem Unentschieden gegen Fritz Stange, BRD u. Niederlagen gegen Rustem Kasakow, UdSSR u. Hartmut Puls, DDR;
- 1968, 2. Platz, EM in Skopje, F, Ba, mit Siegen über Schiess, Schweiz, Karl Dodrimont, BRD, Niculae Cristea, Rumänien, Bekir Aydin, Türkei, Horst Mayer, DDR u. Zbigniew Żedzicki, Polen und einem Unentschieden gegen Ali Alijew, UdSSR;
- 1968, 5. Platz, OS in Mexiko-Stadt, F, Ba, mit Siegen über Chang Kyung-moo, Südkorea, Simeon Sutev, Jugoslawien, Herbert Singermann, Schweiz u. Zbigniew Żedzicki, Polen, einem Unentschieden gegen Hasan Sevinc u. einer Niederlage gegen Donald Behm, USA;
- 1969, 6. Platz, WM in Mar del Plata, F, Ba, mit einem Sieg über Paul Neff, BRD, einem Unentschieden gegen Donald Behm u. einer Niederlage gegen Tadamichi Tanaka, Japan;
- 1970, 1. Platz, EM in Berlin (Ost), F, Ba, it Siegen über Gheorghe Stan, Rumänien, László Klinga, Ungarn, Peter Schädler, Schweiz, Zbigniew Żedzicki, Horst Mayer, DDR u. einem Unentschieden gegen Pawel Maljan, UdSSR;
- 1971, 1. Platz, "Dan-Kolew"-Turnier in Jambol, F, Ba, vor Süchbaataryn Sürendschaw, Mongolei u. Hasan Karaman, Türkei;
- 1972, 2. Platz, EM in Kattowitz, F, Ba, mit Siegen über Tundiak Kemaz, Zypern, Kaya Özcan, Türkei, Rizov Erdic, Jugoslawien, Zbigniew Żedzicki u. László Klinga u. einer Niederlage gegen Iwan Kuleschow, UdSSR;
- 1972, 5. Platz, OS in München, F, Ba, mit Siegen über Zbigniew Żedzicki, Kazim Yildirim, Türkei, Arturo Tanaquin, Philippinen u. Iwan Kuleschow u. Niederlagen gegen Hideaki Yanagida, Japan u. Richard Sanders, USA